# Goyaz
Goyaz (Goiatz en euskera) es una entidad de población española del municipio de Bidegoyan, perteneciente a la provincia de Guipúzcoa, en la comunidad autónoma del País Vasco.

## Historia
Hacia mediados del siglo XIX, el lugar, referido por entonces como una universidad perteneciente a Tolosa, tenía contabilizada una población de doscientos habitantes. Aparece descrito en el octavo volumen del Diccionario geográfico-estadístico-histórico de España y sus posesiones de Ultramar de Pascual Madoz con las siguientes palabras:

GOYAZ: universidad de la prov. de Guipúzcoa, part. jud. de Tolosa (2 leg.), c. g. de las Provincias Vascongadas (12 á Vitoria), aud. terr. de Burgos (30), dióc. de Pamplona (11): pertenece al ayunt. de Tolosa, aunque para el gobierno económico tiene un alcalde y dos regidores. sit. á la falda E. del monte Maurio, con clima bastante frio, pero sano: la pobl. está dispersa en 20 caserios; hay casa municipal y cárcel, en buen estado, y una casa vicarial muy ant. La igl. parr. bajo la advocacion de la Asuncion de Ntra. Sra., es curato de entrada, y se halla servida por un vicario, de provision del marques de Narros como patrono y por un sacristan: el cementerio no perjudica por su situacion á la salud pública. El térm. confina N. y E. Vidania; S. Beizama, y O. Regil; siendo su estension de 3/4 leg. de N. á S. y 1 de E. á O. El terreno es de buena calidad: le baña un arroyo en direccion S. al E.: el citado monte cria robles y hayas. camino atraviesa la carretera de Azpeitia á Tolosa, que se halla en buen estado: hay una venta. El correo se recibe en la cap, del part. prod.: maiz, trigo, castaña, habas y habichuelas: mantiene ganado vacuno y lanar, y abunda la caza de liebres y perdices. pobl.: 30 vec., 200 alm. riqueza y contr. (V. Tolosa.)
(Madoz, 1847, p. 454)

El 21 de diciembre de 1964 el municipio de Goyaz se fusionó con el vecino municipio de Vidania para crear un nuevo municipio denominado Bidegoyan. La razón de la fusión fue principalmente la cercanía entre ambos pueblos (las iglesias de Vidania y Goyaz están separadas por solo 750 metros de distancia) y el relativo aislamiento de ambos pueblos respecto a los del entorno, ya que ocupan una especie de meseta a caballo de los valles del Oria y el Urola, mal comunicada con estos valles.

## Demografía
| Gráfica de evolución demográfica de Goyaz entre 1842 y 1960 |
| |
| Población de derecho según los censos de población del INE Población de hecho según los censos de población del INEEntre el censo de 1970 y el anterior, este municipio desaparece porque se agrupa en el municipio Bidegoyan |

El antiguo municipio de Goyaz tenía 3,71 km² de extensión y en el momento de la fusión con Vidania contaba con algo más de 200 habitantes. 
Se puede decir que la fusión entre ambos municipios puede considerarse casi como una anexión de Goyaz a Vidania, ya que el ayuntamiento se estableció en Vidania y la relación de población y superficie entre ambos municipios era de 3 a 1 a favor de Vidania. De hecho, mucha gente llama hoy en día Bidania al municipio de Bidegoyan.
En 2022, la entidad singular de población tenía empadronados 117 habitantes y el núcleo de población, 55.

## Patrimonio

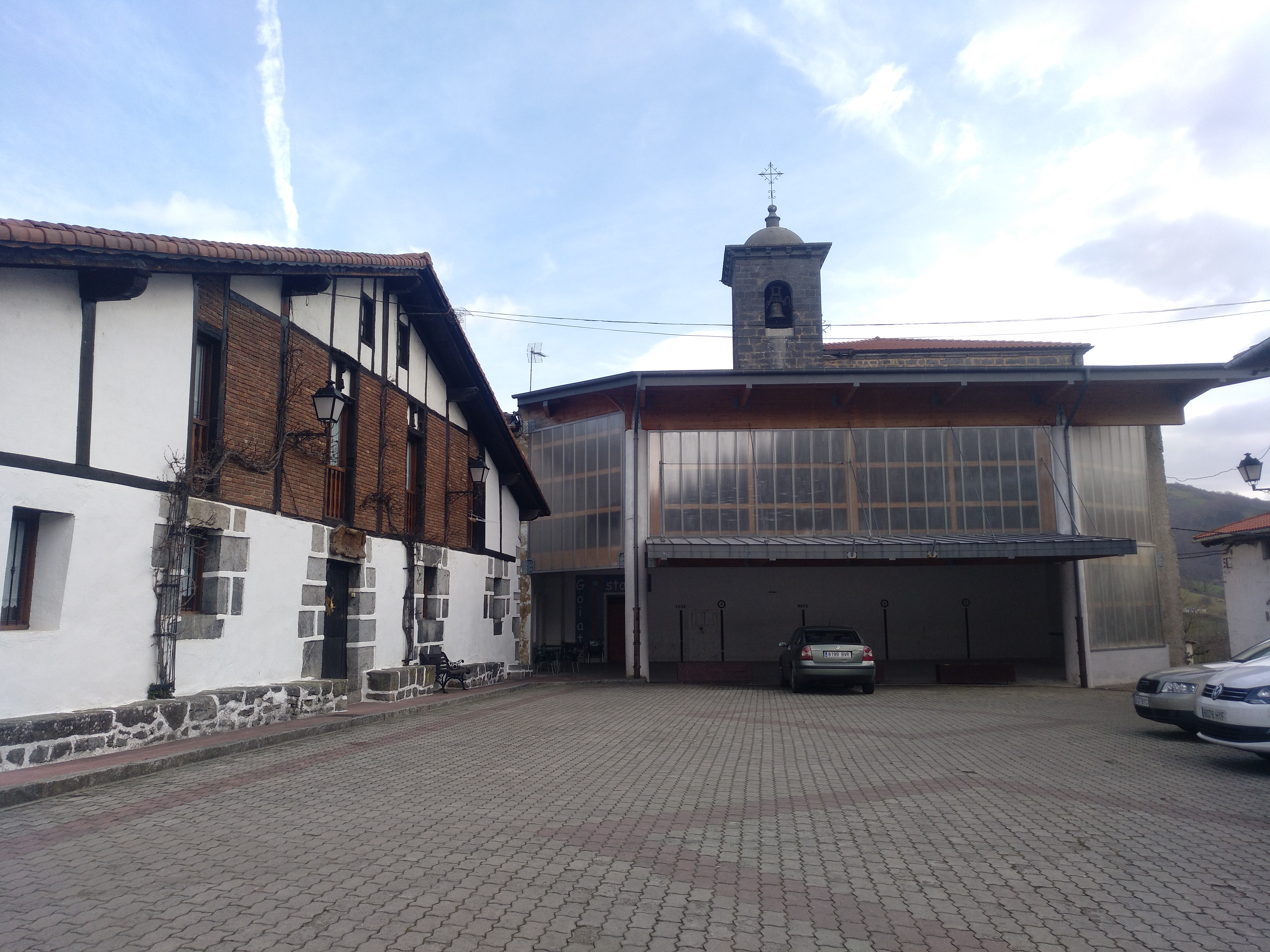
La iglesia de la Asunción, al fondo

Hay en el lugar una iglesia de la Asunción.